# Cercocebus torquatus
Cercocebus torquatus är en däggdjursart som först beskrevs av Kerr 1792.  Cercocebus torquatus ingår i släktet Cercocebus och familjen markattartade apor. IUCN kategoriserar arten globalt som sårbar. Inga underarter finns listade. De svenska trivialnamnen rökgrå mangab och mormangab förekommer för arten.

## Utseende
Denna primat kännetecknas av kastanjebruna hår på huvudets topp som liknar en luva samt av långa vita hår vid tinningen. Som kontrast är ansiktet och öronen nakna med svart hud. De övre ögonlock har vit färg. Hanar är med en kroppslängd (huvud och bål) av 47 till 67 cm och en vikt av 7 till 12,5 kg större än honor. Honor blir 45 till 60 cm långa (huvud och bål) samt 5 till 8 kg tunga. Därtill kommer hos båda kön svansen som är något längre än övriga kropp. Bålen och svansen har huvudsakligen grå färg och undersidan är ljusare till vitaktig.

## Utbredning och habitat
Denna primat förekommer vid Guineabukten från sydöstra Benin till Kongo-Brazzaville. Arten vistas där i olika slags fuktiga skogar och den uppsöker även odlingsmark.

## Ekologi
Hanar och honor bildar flockar med 14 till 23 medlemmar. De äter främst frukter och nötter samt lite rötter, svampar, andra växtdelar och ryggradslösa djur. Med sina kraftiga hörntänder kan de även bryta hårda nötskal. Troligen kan honor para sig hela året. Dräktigheten varar cirka 170 dagar och sedan föds en unge. Efter fem till sju år blir ungen könsmogen. Med människans vård kan Cercocebus torquatus leva 30 år.